# Sid Morrison

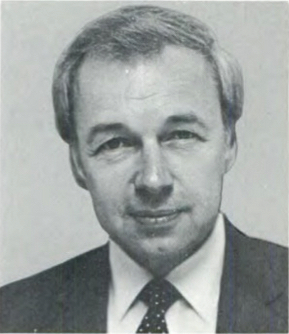
Sid Morrison (1991)

Sidney Wallace „Sid“ Morrison (* 13. Mai 1933 in Yakima, Washington) ist ein US-amerikanischer Politiker. Zwischen 1981 und 1993 vertrat er den Bundesstaat Washington im US-Repräsentantenhaus.

## Werdegang
Sid Morrison besuchte die öffentlichen Schulen in Toppenish und anschließend bis 1951 das Yakima Valley College. 1954 beendete er seine Ausbildung an der Washington State University in Pullman. Zwischen 1954 und 1956 diente er als Soldat in der US Army. Danach war er Teilhaber der Firma Morrison Fruit Co.
Politisch schloss sich Morrison der Republikanischen Partei an. Zwischen 1976 und 1974 saß er als Abgeordneter im Repräsentantenhaus von Washington; danach gehörte er von 1974 bis 1980 dem Staatssenat an. Bei den Kongresswahlen des Jahres 1980 wurde er im vierten Wahlbezirk seines Staates in das US-Repräsentantenhaus in Washington, D.C. gewählt. Dort trat er am 3. Januar 1981 die Nachfolge von Mike McCormack an. Nach fünf Wiederwahlen konnte er bis zum 3. Januar 1993 sechs zusammenhängende Legislaturperioden im Kongress absolvieren. Dort war er zeitweise Mitglied im House Resources Committee.
Im Jahr 1992 verzichtete Morrison auf eine weitere Kandidatur für das US-Repräsentantenhaus. Stattdessen trat er erfolglos bei den Gouverneursvorwahlen seiner Partei in Washington an. Zwischen 1993 und 2001 leitete Morrison das Verkehrsministerium seines Heimatstaates. Er ist Mitglied und zurzeit Vorsitzender der Washington State Mainstream Republican Organization, einer republikanischen Parteiorganisation.